# یونجه پاره‌پاره
یونجه پاره پاره (نام علمی: Medicago laciniata) نام یک گونه از سرده یونجه است.